# Englische Cricket-Nationalmannschaft in Sri Lanka in der Saison 2018/19
Die Tour der englischen Cricket-Nationalmannschaft nach Sri Lanka in der Saison 2018/19 findet vom 10. Oktober bis zum 27. November 2018 statt. Die internationale Cricket-Tour ist Bestandteil der Internationalen Cricket-Saison 2018/19 und umfasst drei Tests, fünf ODIs und ein Twenty20. England gewann die ODI-Serie 3–1, die Twenty20-Serie 1–0, und die Test-Serie 3–0.

## Vorgeschichte
Für beide Mannschaften ist es die erste Tour der Saison. Das letzte Aufeinandertreffen der beiden Mannschaften fand in der Saison 2016 in England statt.

## Stadien
Die folgenden Stadien wurden für die Tour als Austragungsort vorgesehen und am 15. März 2018 bekanntgegeben.
| Stadion                                            | Stadt    | Kapazität | Spiele               |
| -------------------------------------------------- | -------- | --------- | -------------------- |
| R. Premadasa Stadium (RPS)                         | Colombo  | 35.000    | 5. ODI; 1. T20       |
| Sinhalese Sports Club Ground (SSC)                 | Colombo  | 10.000    | 3. Test              |
| Rangiri Dambulla International Stadium             | Dambulla | 16.800    | 1. & 2. ODI          |
| Galle International Stadium                        | Galle    | 35.000    | 1. Test              |
| Muttiah Muralitharan International Cricket Stadium | Kandy    | 35.000    | 2. Test; 3. & 4. ODI |

## Kaderlisten
England benannte seinen ODI-Kader am 19. September, und seinen Test-Kader am 21. September 2018.
Sri Lanka benannte seinen Test-Kader am 26. September und seinen Twenty20-Kader am 22. Oktober 2018.
| Test | Test | ODI | ODI | Twenty20 | Twenty20 |
| Sri Lanka | England | Sri Lanka | England | Sri Lanka | England |
| --- | --- | --- | --- | --- | --- |
| - Dinesh Chandimal (K) - Suranga Lakmal (VK) - Charith Asalanka - Dushmantha Chameera - Akila Dananjaya - Niroshan Dickwella - Danushka Gunathilaka - Rangana Herath - Dimuth Karunaratne - Lahiru Kumara - Angelo Mathews - Kusal Mendis - Nishan Peiris - Dilruwan Perera - Malinda Pushpakumara - Kasun Rajitha - Lakshan Sandakan - Dhananjaya de Silva - Kaushal Silva - Roshen Silva | - Joe Root (K) - Jos Buttler (VK) - Moeen Ali - James Anderson - Jonny Bairstow (wk) - Stuart Broad - Rory Burns - Sam Curran - Joe Denly - Ben Foakes (wk) - Keaton Jennings - Jack Leach - Ollie Pope - Adil Rashid - Ben Stokes - Olly Stone - Chris Woakes | - Dinesh Chandimal (K) - Amila Aponso - Dushmantha Chameera - Akila Dananjaya - Niroshan Dickwella - Lasith Malinga - Kusal Mendis - Kusal Perera - Thisara Perera - Nuwan Pradeep - Kasun Rajitha - Sadeera Samarawickrama - Lakshan Sandakan - Dasun Shanaka - Dhananjaya de Silva - Upul Tharanga | - Eoin Morgan (K) - Jos Buttler (K, wk) - Moeen Ali - Jonny Bairstow - Sam Curran - Tom Curran - Liam Dawson - Joe Denly - Alex Hales - Liam Plunkett - Adil Rashid - Joe Root - Jason Roy - Ben Stokes - Olly Stone - Chris Woakes - Mark Wood | - Thisara Perera (K) - Amila Aponso - Dushmantha Chameera - Dinesh Chandimal - Akila Dananjaya - Niroshan Dickwella - Lasith Malinga - Kamindu Mendis - Kusal Mendis - Kusal Perera - Nuwan Pradeep - Kasun Rajitha - Sadeera Samarawickrama - Lakshan Sandakan - Dasun Shanaka - Dhananjaya de Silva - Isuru Udana | - Eoin Morgan (K) - Jos Buttler (VK, wk) - Moeen Ali - Jonny Bairstow - Sam Curran - Tom Curran - Liam Dawson - Joe Denly - Alex Hales - Chris Jordan - Liam Plunkett - Adil Rashid - Joe Root - Jason Roy - Ben Stokes - Olly Stone - Chris Woakes - Mark Wood |

## Tour Matches
| 5. Oktober Scorecard | Colombo (RPS) | Sri Lanka Board XI 287-9 (50)               | – | England XI 215-2 (35.3) |
|                      |               | England XI gewinnt mit 43 Runs (D/L method) |   |                         |

| 6. Oktober Scorecard | Colombo (RPS) | Sri Lankan XI  | – | England XI |
|                      |               | Spiel abgesagt |   |            |

| 30. – 31. Oktober Scorecard | Colombo (NCC) | Sri Lanka Board President’s XI 392-9d (89.5) | – | England XI 365-7 (90) |
|                             |               | Remis                                        |   |                       |

| 1. – 2. November Scorecard | Colombo (CCCG) | England XI 210-6d (50) | – | Sri Lanka Board President’s XI 200-7 (50) |
|                            |                | Remis                  |   |                                           |

## One-Day Internationals

### Erstes ODI in Dambulla
| 10. Oktober Scorecard | Dambulla | England 92-2 (15) | – | Sri Lanka |
|                       |          | No Result         |   |           |

### Zweites ODI in Dambulla
| 13. Oktober Scorecard | Dambulla | England 279-9 (50)                       | – | Sri Lanka 140-5 (29/29) |
|                       |          | England gewinnt mit 31 Runs (D/L method) |   |                         |

### Drittes ODI in Kandy
| 17. Oktober Scorecard | Kandy | Sri Lanka 150-9 (21/21)       | – | England 153-3 (18.3/21) |
|                       |       | England gewinnt mit 7 Wickets |   |                         |

### Viertes ODI in Kandy
| 20. Oktober Scorecard | Kandy | Sri Lanka 273-7 (50)                     | – | England 132-2 (27/27) |
|                       |       | England gewinnt mit 18 Runs (D/L method) |   |                       |

### Fünftes ODI in Colombo
| 23. Oktober Scorecard | Colombo (RPS) | Sri Lanka 366-6 (50)                        | – | England 132-9 (26.1/26.1) |
|                       |               | Sri Lanka gewinnt mit 219 Runs (D/L method) |   |                           |

In Runs gezählt war dies die größte Niederlage die England im ODI-Cricket hinnehmen musste.

## Twenty20 International in Colombo
| 27. Oktober Scorecard | Colombo (RPS) | England 187-8 (20)          | – | Sri Lanka 157 (20) |
|                       |               | England gewinnt mit 30 Runs |   |                    |

## Tests

### Erster Test in Galle
| 6. – 9. November Scorecard | Galle | England 342 (97) & 322-6d (93) | – | Sri Lanka 203 (68) & 250 (85.1) |
|                            |       | England gewinnt mit 211 Runs   |   |                                 |

Vor dem Spiel erklärte der sri-lankische Bowler Rangana Herath seinen Rücktritt nach dem ersten Test. Es war der letzte aktive Test-Spieler der sein Test-Debüt in den 1990er Jahren feierte.
Bei seinem Test-Debüt erzielte der englische Wicketkeeper Ben Foakes sein erstes Century.
Der englische Bowler James Anderson erhielt eine Geldstrafe, als er eine Unstimmigkeit mit den Umpires offen zum Ausdruck brachte.
Dies war der erste gewonnene auswärtige Test nachdem die letzten 14 nicht gewonnenen wurden, die längsten Strecke die England bisher hinnehmen musste.
Der sri-lankische Bowler Akila Dananjaya wurde auf Grund illegaler Bewegungen beim Bowling vom Weltverband International Cricket Council zum Testen seiner Armbewegungen überwiesen. Am 10. Dezember 2018 wurde bekannt, dass die Wurftechnik von Dananjaya bei den Tests als illegal eingestuft wurde und er bis zu dem Zeitpunkt eines positiven Testresultats vom Weltverband für das internationale Cricket gesperrt wurde.

### Zweiter Test in Kandy
| 14. – 18. November Scorecard | Kandy | England 290 (75.4) & 346 (80.4) | – | Sri Lanka 336 (103) & 243 (74) |
|                              |       | England gewinnt mit 57 Runs     |   |                                |

Der Engländer Joe Root erhielt eine Geldstrafe, als er eine Unstimmigkeit mit den Umpires offen zum Ausdruck brachte.

### Dritter Test in Colombo
| 23. – 26. November Scorecard | Colombo (SSC) | England 336 (92.5) & 230 (69.5) | – | Sri Lanka 240 (65.5) & 284 (86.4) |
|                              |               | England gewinnt mit 42 Runs     |   |                                   |

Der Gewinn der Serie war für England der erste in Asien seit sie in der Saison 2012/13 in Indien gewannen und der erste Gewinn in Sri Lanka seit der Saison 2000/01.